# Abra (provins)

Abras läge i Filippinerna

Abra är en provins på ön Luzon i Filippinerna. Den tillhör Kordiljärernas administrativa region och har 230 600 invånare (2006) på en yta av 3 976 km². Administrativ huvudort är Bangued.
Provinsen är indelad i 27 kommuner.